# Ben Vellacott

a Compétitions nationales et continentales officielles uniquement.

b Matchs officiels uniquement.
Dernière mise à jour le 29 décembre 2024.
Ben Vellacott, né le 28 mars 1995 à Chertsey (Angleterre), est un joueur international écossais de rugby à XV jouant au poste de demi de mêlée à Édimbourg Rugby en United Rugby Championship depuis 2021.

## Biographie
Bien que né en Angleterre, Ben Vellacott est écossais du côté de sa mère et joue pour ce pays dans toutes les catégories d'âge. Il fait partie du centre de formation de Gloucester Rugby puis signe son premier contrat professionnel avec cette même équipe en 2017.
En 2016, il est prêté au London Welsh RFC, en deuxième division anglaise.
Pendant la saison 2017-2018, il perd la finale du Challenge européen 31 à 30 contre les Cardiff Blues.
En 2019, il est d'abord prêté au Hartpury University RFC, puis rejoint les Wasps à partir de la saison 2019-2020. Il se blesse gravement à un genou dans un match de présaison et manque une grande partie du championnat. À son retour, il participe à la fin de saison de son nouveau club qui perd la finale du Championnat d'Angleterre 19 à 13 contre les Exeter Chiefs.
Avant le début de saison 2021-2022, il rejoint Édimbourg Rugby évoluant en United Rugby Championship. Ensuite, peu de temps après son arrivée, au mois de janvier 2022, il est sélectionné pour la première fois de sa carrière en équipe d'Écosse pour le Tournoi des Six Nations. Il obtient sa première sélection lors du match contre l'Italie remporté 33 à 22.
Pour la saison 2024-2025, il est nommé co-capitaine d'Édimbourg Rugby avec Grant Gilchrist.